# غونغيي
غونغيي هي محافظة تنتمي إلى مدينة تشنغتشو بخنان، الصين. ويبلغ عدد سكانها 790،000 شخص وتبلغ مساحتها 1041 كيلومترا مربعا.
وتقع غونغيي في وسط إقليم هينان، وعلى الجانب الشمالي من جبل سونغ. النهر الأصفر يمر عبر الجزء الشمالي من المدينة. مدينة تشنغتشو تقع 82 كلم إلى الشرق وويانغ 76 كيلومترا إلى الغرب.
وتنتشر في المدينة مقابر وأضرحة سونغ الشهيرة من خلال مدن (تسهن) من Xicun، Zhitian، وHuiguo. فظلت المدينة مكان الدفن لمدة 7 الأباطرة من سلالة سونغ الشمالية، وهناك أيضا قبور وزراء موالين للأغنية.

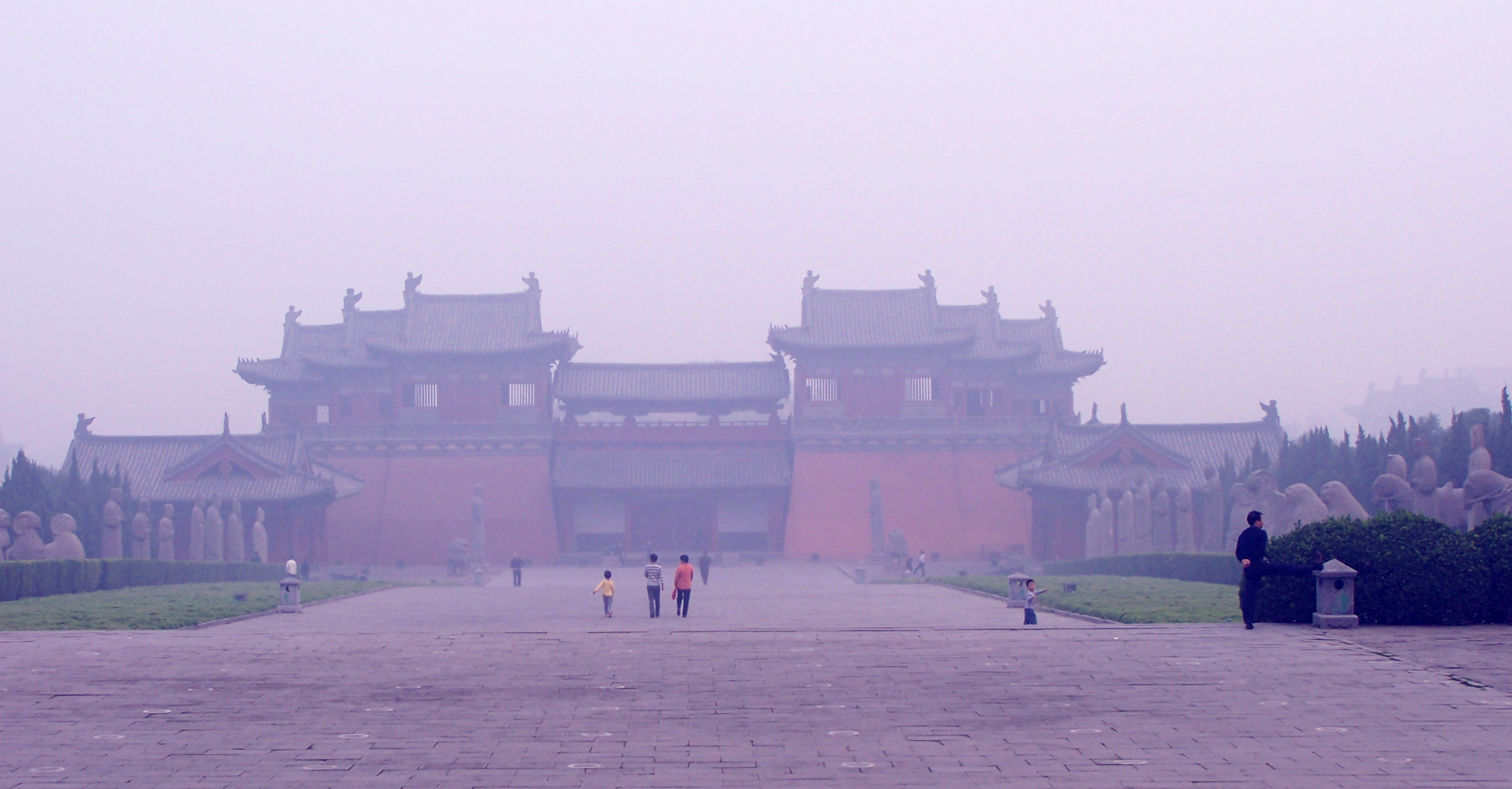
مدخل مقابر الأباطرة

بعد تأسيس جمهورية الصين الشعبية، وضعت غونغيي تحت ولاية تشنغتشو ولكن جائت تحت سيطرة مدينة كايفنغ في يناير 1955 قبل العودة إلى مدينة تشنغتشو مرة أخرى في آب/أغسطس 1983. في عام 1991، أصبحت مدينة غونغيي على مستوى المحافظة، لا تزال تحت الولاية القضائية للمدينة تشنغتشو.
ويعتقد غونغيي أنها مهد الشاعر دو فو الذي عاصر أسرة تانغ، وهو غالبا ما يعدّ أعظم شاعر في الصين.

## أعلام
- دو فو